# Медвежская
Медвежская (коми Медвежскӧй) — деревня в муниципальном районе «Печора» Республики Коми. Входит в сельское поселение «Озёрный».

## Географическое положение
Деревня расположена на правом берегу Печоры в 28 км к юго-востоку от города Печора.

## История
По местному преданию, селение основал в 1859 году старообрядец Илья Захарович Мартюшов, которого вытеснил из Усть-Щугора местный православный священник. Первоначально поселение называлось Захар Илля. В 1895 году — выселок Медвежий бор. В 1904 году — деревня Медвежья. В 1905 году здесь было 14 дворов, 85 жителей (41 мужчина и 44 женщины). На карте 1918 года — Медвежская (Илья). В 1920 году в деревне был 21 двор, 107 жителей (45 мужчин и 62 женщины); в 1926 году — 27 дворов, 98 жителей (42 мужчины и 56 женщин). В 1930 году — деревня в Конецборском сельсовете, здесь имелась пароходная стоянка. В 1959 году — 193 жителя. С 27 сентября 1961 года деревня передана в состав Красноягского сельсовета, с 20 февраля 1975 года — в составе Кедровошорского сельсовета. В 1970 году в деревне жил 291 человек; в 1979 году — 161 человек; в 1989 году — 99 человек (48 мужчин и 51 женщина, коми); в 1992 году — 110 человек; в 1995 году — 115 человек в 45 хозяйствах; в 2002 году — 106 человек (64 мужчины и 42 женщины), в том числе коми 88 %; в 2010 году — 79 человек.
С начала основания на протяжении долгого времени в деревне существовала старообрядческая община. Медвежская в годы советской власти была центром старообрядчества на Средней Печоре. В деревне имелась часовня старообрядцев, где служба шла до середины 30-х годов. В XXI веке часть населения деревни перешла в православие.

## Климат
Климат умеренно-континентальный, лето короткое и умеренно-холодное, зима многоснежная, продолжительная и умеренно-суровая. Климат относится к умеренно холодному климатическому району. Климат формируется в условиях малого количества солнечной радиации зимой, под воздействием северных морей и интенсивного западного переноса воздушных масс. Вынос теплого морского воздуха, связанный с прохождением атлантических циклонов, и частые вторжения арктического воздуха с Северного Ледовитого океана придают погоде большую неустойчивость в течение всего года. Среднегодовая температура воздуха составляет −2,7°С. Средняя месячная температура самого холодного месяца — января −19,5°С. Абсолютный минимум — 55°С (1973 г.). Средняя месячная температура самого теплого месяца — июля 16°С. Абсолютный максимум +35°С (1954 г.). Число дней со средней суточной температурой воздуха выше нуля градусов составляет 162.